# Kerstin Lindén
Kerstin Linnéa Lindén, född Callmar 9 maj 1923 i Vimmerby, död 19 februari 2016 i Sankt Johannes distrikt i Stockholm, var en svensk sångtextförfattare.
Lindéns mor avled när dottern var två år gammal. Fadern var skohandlare och när affären gick i konkurs flyttade familjen till Stockholm. Dottern gick två år i Adolf Fredriks flickskola och sedan i Ateneums flickskola till åttonde klass. I ungdomen var hon engagerad i IOGT, bland annat i teatergruppen Kottarna, som hon själv menade lade grunden till hennes utbildning. Hennes första anställning var som annonsflicka på en mäklarfirma. Därefter arbetade hon som sekreterare vid Södersjukhuset och senare som professorssekreterare och administratör vid Karolinska institutets farmakologiska institution. År 1969 blev hon chef för Sveriges Radios informationsavdelning Klagomuren. Hon verkade även som pressombudsman och som redaktör för Antennen, radions interna tidning. Mellan 2005 och 2007 frilansade hon som krönikor i P1 Konsument.
Kerstin Lindén var gift med Oskar Arne Lindén och de bildade familj i Stuvsta där de byggde en villa på Mantalsvägen. De fick två barn en flicka Lena, och en son Lars. På grund av brister med lärare valde de att flytta till Djursholm i mitten på 1950-talet där de bodde fram till 1968. Flytten gick till Kungsholmen, senare via Birger Jarlsgatan till Sveavägen där hon återknöt till sin barndoms kvarter. Sista åren bodde hon på S:t Eriksgatan.
Lindén inledde sin sångtextförfattarkarriär 1967 då hon skrev texten till Sven-Ingvars "Telefonannonsen". Hon fick sin första Svensktoppnotering 1968 med Thore Callmars "Tro inte allt". Britt Bergström framförde hennes låt i "L, som i älskar dig" i Melodifestivalen 1969. Den slutade på tionde och sista plats utan poäng. Hennes kanske mest kända sång är "Sommar och sol", inspelad av Sven-Ingvars 1990. Lindéns text är en översättning av Peter Myntes danska text "Sommer og sol", som var en stor dansktopps-hit i Danmark för Birthe Kjær 1971. Lindéns låtar har också spelats in av bland andra Nick Borgen, Anne-Lie Rydé och Gunnar Wiklund.